# Kulturní dům Střelnice (Hradec Králové)
Kulturní dům Střelnice (Střelecká čp. 45) je dům na Pražském Předměstí v Hradce Králové, který je úzce spjat s celou historií místní sociální demokracie, jež zde s ostatními spřízněnými spolky sídlí dodnes. Dříve znám též pod pojmy Dělnický dům Střelnice a Kulturní dům ROH.

## Stavební popis
Čtyřpodlažní blok modernisticko-klasicistních budov se spolkovými místnostmi, sekretariátem sociální demokracie, knihovnou a ubytovacími prostory. Navíc zmiňme velký sál pro 2 000 osob, malý sál a letní japonskou kavárnu na terase. Dnes vše většinou zanedbané, oprýskané až ušmudlané, nutná zásadní rekonstrukce.

## Historie
Střelnice, založená roku 1797 královéhradeckou setninou měšťanských střelců, pozdějších ostrostřelců, na kraji Pražského Předměstí, hrála v dějinách obce důležitou roli. V její velké zahradě byly vysázeny nejprve pyramidální topoly. V roce 1819 se tu hrálo divadlo. Totéž se opakovalo roku 1838, když se přestavovalo královéhradecké divadlo v domě „U Zlatého orla“ a německá divadelní společnost musela hrát svá představení na Střelnici. V roce 1846 však shořela a zůstala pustá až do roku 1852.

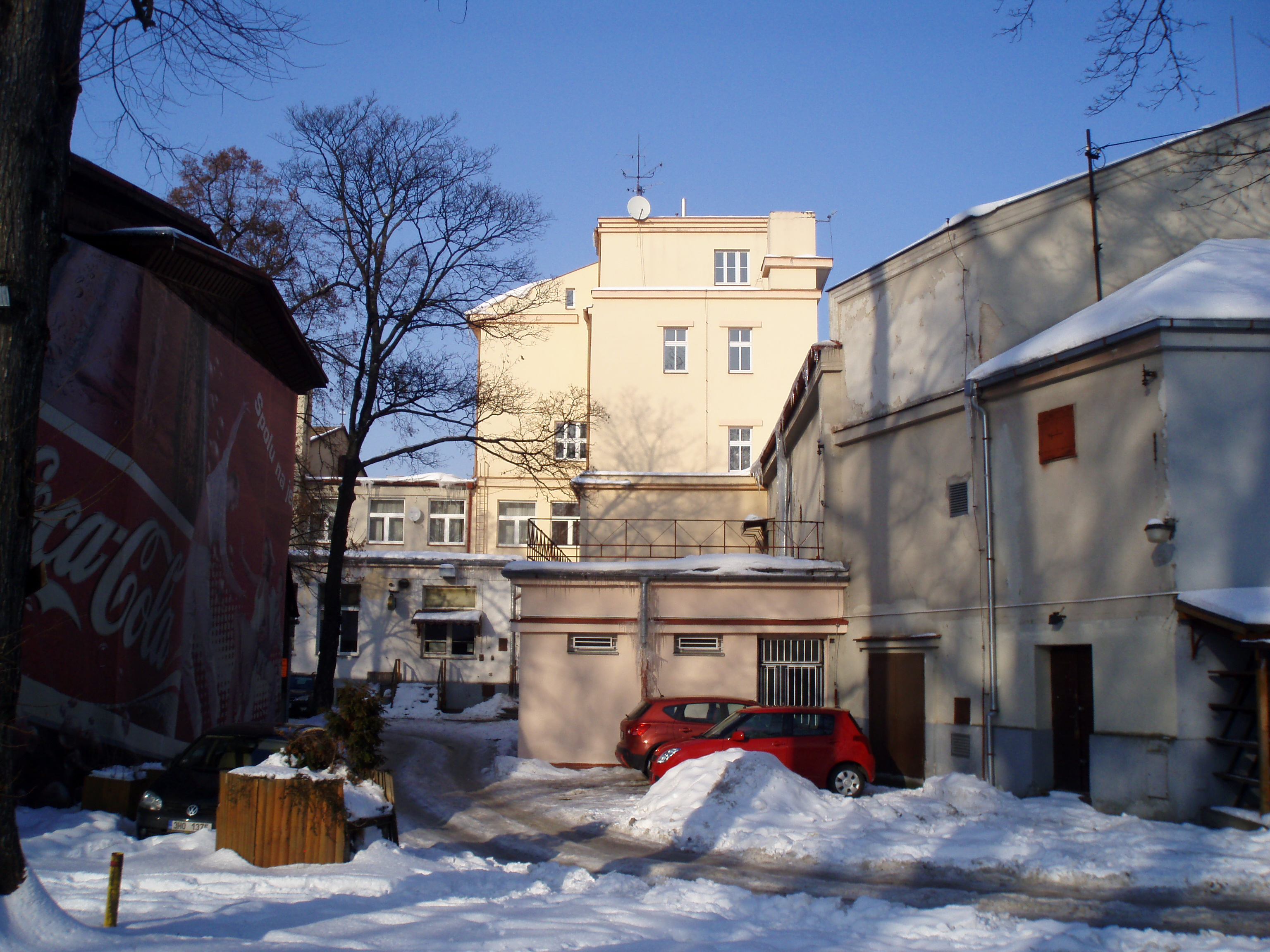
Vnitřní pohled na blok

Roku 1852 dali divadelní ředitelé bratři Filip a Bedřich Zöllnerové na místě, kde stávala vyhořelá Střelnice, postavit za 600 zl. dřevěnou arénu k divadelním představením. Aréna byla akciový podnik, který se však nevyplácel. Proto byla prodána divadelnímu mistru Josefu Štanderovi z Hradce Králové. Ale ani jemu se v divadelním podnikání nedařilo. Bylo v ní hráno několikrát, ale roku 1858 byla jako „neužitečná“ zbourána.
V roce 1862 přišli ostrostřelci s nápadem postavit novou budovu Střelnice. Nakonec se jim však podařilo dostavět pouze hlavní zdi a ty zastřešit. O 6 let později byly v nedostavěné budově zřízeny 3 byty a Leopoldovi Hromádkovi z Hradce Králové bylo povoleno, aby v letním období mohl v tamní zahradě provozovat hostinskou živnost. Roku 1878 koupilo Střelnici s celou zahradou Pravovarní měšťanstvo v Hradci Králové. O 2 roky později pronajalo sady na Střelnici na letní restauraci královéhradeckého malíře Jana Štandery. Roku 1881 byla Střelnice přestavěna na zahradní restauraci. Autorem plánů byl pražský architekt Josef Blecha a stavby se ujal královéhradecký stavitel Josef Falta. Zároveň tu došlo k vybudování besídky a lednice. První zdejší akcí byl ještě téhož roku koncert ve prospěch Královéhradeckých chudých. V roce 1883 došlo k vykácení pyramidálních topolů, které již ohrožovaly návštěvníky Střelnice a též vadily jejímu případnému rozšíření.

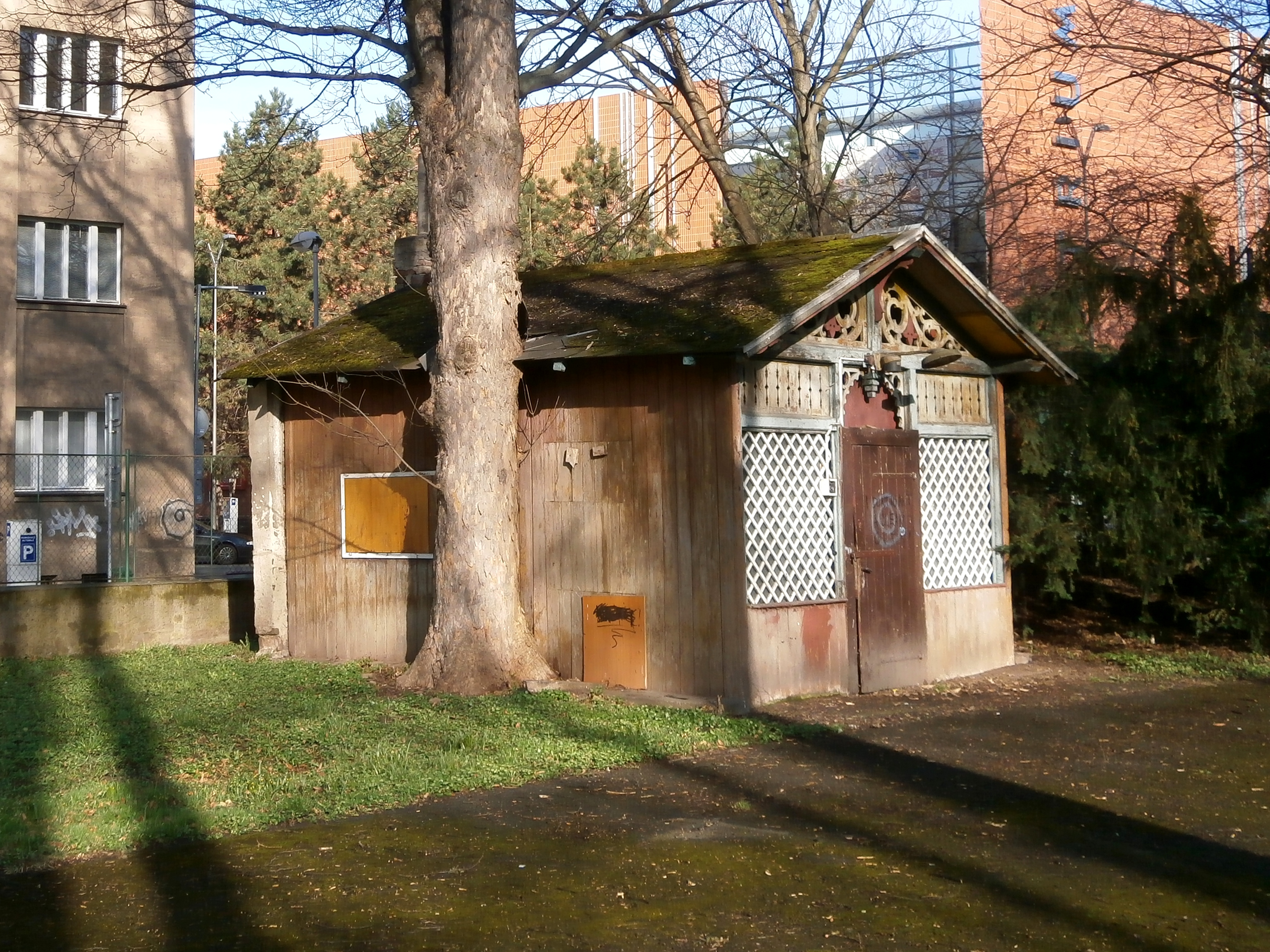
Zahradní domek

Od té doby se zde scházely valné hromady i různé schůze místních spolků, lidé sem docházeli na četné koncerty i divadelní představení a 1. května 1892 zde na schůzi Politického klubu dělnického promluvil prof. PhDr. Tomáš Garrigue Masaryk, pozdější československý prezident. Tehdy šlo o osmihodinovou pracovní dobu a všeobecné hlasovací právo. V letech 1896 a 1897 zde TJ Sokol Pražské Předměstí, První občanská beseda „Komenský“ v Pražském Předměstí a Spolek železničních zřízenců „Dobroslav“ uspořádaly slavnost ve prospěch Ústřední matice školské.
Roku 1903 byla ke Střelnici přistavěna zasklená veranda. V roce 1909 koupilo Střelnici sociálnědemokratické Stavební, nákupní a výrobní družstvo Dělnický dům v Hradci Králové. Vyšla ho na 60 000 K, přičemž jeho pokladní hotovost činila pouhé 2 447,21 K a zbytek musel být uhrazen z členských vkladů, výnosů z Práva lidu a z výpůjčky, na níž padla většina z výnosů ze všech sociálnědemokratických podniků. Družstvo Střelnici v letech 1909–1910 přestavělo a byl sem umístěn sekretariát sociálně demokratické strany, spřízněné odborové svazy, Dělnická tělocvičná jednota Pražské Předměstí atd.
V letech 1911–1912 byla zahrada pronajata pro cestovní biograf. V následujícím roce ho Stavební, nákupní a výrobní družstvo Dělnický dům v Hradci Králové převzalo do vlastní režie, přičemž licenci získalo ne na sebe, ale na nadílkový odbor Skupiny kovodělníků. Vznikl tak Lidový biograf (LIDO-BIO), jehož prvním ředitelem byl zvolen kovodělník František Kulička.
V době 1. světové války sál s dalšími místnostmi zabralo vojsko. V roce 1917 zde byla navíc umístěna lidová válečná kuchyně.
11. října 1919 zavítal na Střelnici prezident Tomáš Garrigue Masaryk, kterého uvítal starosta Josef Kotek. V letech 1919–1920 byla k budově přistavěna zvláštní budova pro biograf. 17. dubna 1921 se v Dělnickém domě na Střelnici konal župní sjezd levice, který přijal 21 podmínek Komunistické internacionály. Následně probíhá boj s KSČ o Střelnici, kterou si uhájila sociální demokracie a komunisté se museli stáhnout do domu U Švagerků. 30. listopad 1924 byl zase ve znamení zvláštní schůze k oslavě povýšení Pražského Předměstí na město. Téhož roku byl navíc postaven letní biograf, a to v zahradě Střelnice.
Zásadní přestavba Střelnice proběhla v letech 1927–1928 podle návrhu architekta Oldřicha Lisky, kdy byl na místě původní budovy postaven staviteli Josefem Fňoukem a Václavem Jelínkem moderní objekt, v němž byly umístěny „kanceláře pro odborová i politická hnutí, řada velkých spolkových místností ke konání přednášek a schůzí, 14 moderně zařízených a vším pohodlím opatřených pokojů pro cizince, velká společná knihovna, tělocvična DTJ se sprchami, velká restaurační místnost pro 300 návštěvníků a velký divadelní sál pro dva tisíce návštěvníků s nejlepšími technickými pomůckami, ve kterém se konaly též plesy“. Vyšel celkem na 2 100 000 Kč. Sál byl slavnostně otevřen 28. října 1927 akademií a 29. října koncertem Kr. Morfové a L. Prokopové. 4. a 5. srpna 1928 oslavilo družstvo 20. výročí založení, v jehož rámci předalo nově dostavěný dům a upravené sady veřejnosti. 4. července následujícího roku však větrná smršť vyvrátila či zlámala většinu stromů v zahradě Střelnice.

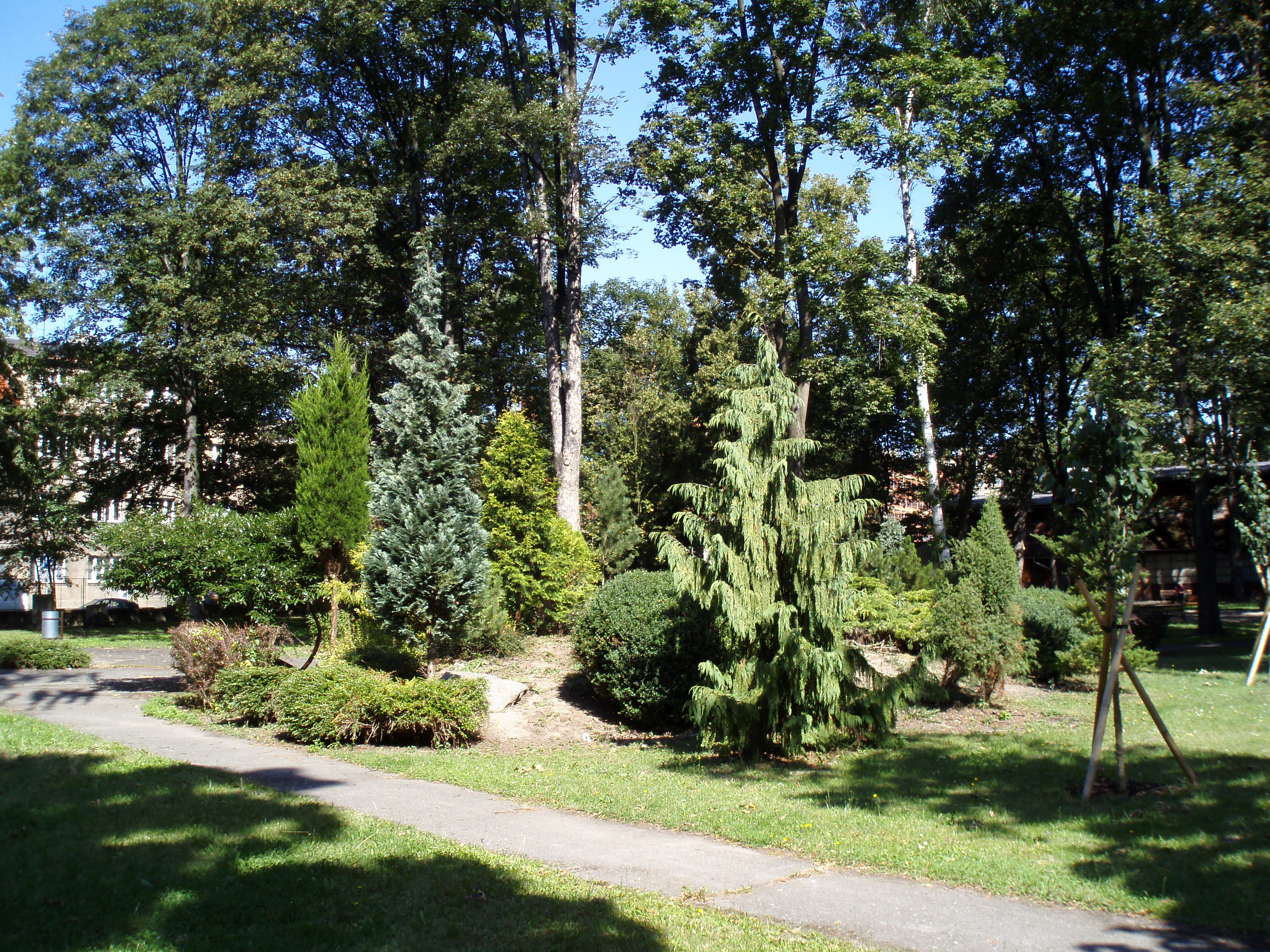
Zahrada KD Střelnice

V roce 1938 sloužily volné prostory Střelnice jako přechodné ubytování pro Čechy, kteří museli opustit Německem zabrané Sudety. Během 2. světové války sociální demokracie neexistovala a Střelnici řídila správní rada družstva.
Po osvobození sloužil Dělnický dům sídlo sociálně demokratické strany. 27. června 1948 byla protiprávně ukončena její činnost, když došlo k nucenému sloučení s KSČ. Objekt se tak dostal do rukou této strany.
4. dubna 1947 byl na Střelnici vyhlášen ministrem zemědělství J. Durišem komunistický program o dalším směřování československého zemědělství, tzv. Hradecký program. Stalo se tak na schůzi okresního sdružení Jednotného svazu českých zemědělců.
Objekt byl bez souhlasu družstva předán 27. srpna 1951 k užívání Krajské odborové radě, která Střelnici užívala pod názvem Kulturní dům odborů. Vznikly tu tak odborové kanceláře, restaurace a zároveň objekt sloužil jako kulturní zařízení. V tomto období byly provedeny různé stavební úpravy, hlavně v kuchyňské části a u dřevěného pavilonu.
V roce 1991 objekt připadl znovu sociálním demokratům, kteří museli za Střelnici vyplatit odborům 5 milionů korun. Ty zaplatila společnost Cíl, kterou vlastní ČSSD a stala se tak majitelem areálu. 26.–28. února 1993 se zde uskutečnil XXVI. sjezd ČSSD.
Roku 2007 propukl spor mezi ČSSD a nájemcem Jaroslavem Krtičkou, který provozoval v sále Střelnice v letech 2000–2012 Taneční školu Krok. Ten tvrdil, že do oprav sálu investoval 8 milionů korun a že mu sociální demokraté slíbili, že si tuto investici „odbydlí“. ČSSD ho naopak označila za dlouhodobého dlužníka.
Ještě třeba ještě zmínit, že mezi hlavní budovou a zahradou se nachází dřevěná hala, kterou chce od roku 2016 ČSSD nechat přestavět. Podle dostupných materiálů byla stavba postavena po roce 1925 podle plánů Jana Kráma, mistra tesařského v Hradci Králové. Tento zahradní pavilon byl roku 1952 kompletně opláštěn, a to v exteriéru i interiéru. Od 90. let sloužil obchodním účelům a v roce 2015 došlo k jeho uzavření.

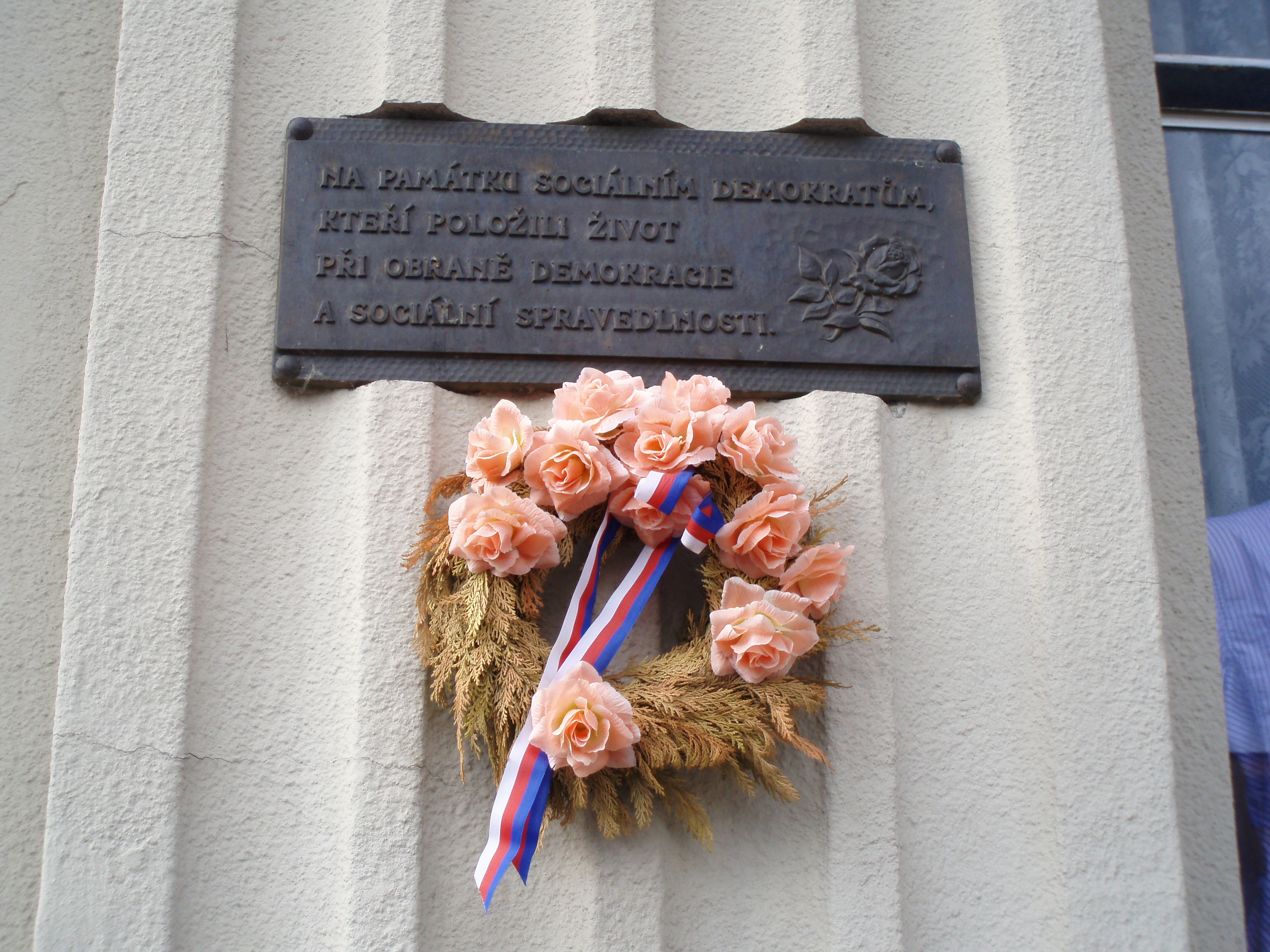
Pamětní deska na KD Střelnice